# Kim Jin-hyeon
Kim Jin-hyeon (en hangul: 김진현; en hanja: 金鎮鉉; pronunciación en coreano: /kim.dʑin.ɦjʌn/ o /kim/ /tɕin.ɦjʌn/; Suwon, Corea del Sur, 6 de julio de 1987) es un futbolista surcoreano. Se desempeña como guardameta en el Cerezo Osaka de la J1 League de Japón.

## Selección nacional
Ha sido internacional con la selección de fútbol de Corea del Sur en 16 ocasiones.

### Participaciones en Copas del Mundo
| Mundial                               | Sede   | Resultado      | Partidos | Goles |
| ------------------------------------- | ------ | -------------- | -------- | ----- |
| Copa Mundial de Fútbol Sub-20 de 2007 | Canadá | Fase de grupos | 3        | 0     |
| Copa Mundial de Fútbol de 2018        | Rusia  | Fase de grupos | 0        | 0     |

### Participaciones en Copas Asiáticas
| Copa               | Sede                   | Resultado        | Partidos | Goles |
| ------------------ | ---------------------- | ---------------- | -------- | ----- |
| Copa Asiática 2011 | Catar                  | Tercer lugar     | 0        | 0     |
| Copa Asiática 2015 | Australia              | Subcampeón       | 5        | 0     |
| Copa Asiática 2019 | Emiratos Árabes Unidos | Cuartos de final | 0        | 0     |

## Clubes
| Club         | País  | Año   |
| ------------ | ----- | ----- |
| Cerezo Osaka | Japón | 2009- |

## Palmarés

### Campeonatos nacionales
| Título             | Club         | País  | Año  |
| ------------------ | ------------ | ----- | ---- |
| Copa J. League     | Cerezo Osaka | Japón | 2017 |
| Copa del Emperador | Cerezo Osaka | Japón | 2017 |
| Supercopa de Japón | Cerezo Osaka | Japón | 2018 |

### Copas internacionales
| Título                                | Selección     | Sede  | Año  |
| ------------------------------------- | ------------- | ----- | ---- |
| Campeonato de Fútbol del Este de Asia | Corea del Sur | Japón | 2017 |